# Београдски железнички чвор
Београдски железнички чвор је реконструкција велике размере железничке мреже у Београду, Србија. Покренут је 1971. године са почетком радова 1974, са конструкцијом Новог железничког моста у Београду. Централни део шеме чвора је формиран у железничкој станици Београд центар која се налази на распутници три тунела испод центра града.
Изградња Београдског железничког чвора је углавном завршена са отварањем подземне станице Вуков споменик путничког 1995. године. Завршетак железничке станице Београд центар је био одложен због недостатка финансијских средстава која је била планирана да замени стару железничку станицу. Данас се железничка станица Београд центар користи  за БГ воз, домаћи и међународни саобраћај.

## Концепт
Главна карактеристика железничке шеме је да све железничке инсталације пређу центар града под земље и не сударају се са урбане инфраструктуре. Три тунела дужине 14 km су изграђена. Они повезују главну Београд центар са главним пругама на западу, северу и југу града.
Београдски железнички чвор је интермодални пројекат за велике даљине, приградски и градски саобраћај, укључујући ранжирну станицу са приложеним нумерама силазне рампе, маневрисање и утовар — истовар вагона, локомотивски депо, као и велике путничке станице Београд центар и техничке путничке станице у Земуну и Кијеву. Градски саобраћај сложен у три правца са подземном станицом Вуков споменик у центру Београда.
Кроз Београдски железнички чвор пролази 7 главних међународних пруга са значајним капацитетом. Део чвора чине 15 путничких станица, нова ранжирна станица Макиш која служи за међународни транспорт са централизованим и аутоматским управљањем и контролом саобраћаја и дневним капацитетом од 600 вагона. У железничкој станици Београд центар је планирано да се изгради 120.000 m²; пословног простора.

## Историја
Планови за чвор су постојали још 1930-их, у то време се градња тунела испод града, од моста Краља Александра до цркве Александра Невског сматрала непогодном.
Радови су почели 1974. године изградњом моста преко реке Саве и тунела Врачар и Дедиње. Десна цев Дедињског тунела је пробијена 28. новембра 1980, чиме је завршено „99 одсто” подземних саобраћајница.
Јужни крак, веза Земуна и Раковице преко Прокопа, пуштен је у саобраћај 20. октобра 1988. Тиме је омогућено ослобађање преко 200 хектара земљишта у центру града запоседнутог железничким постројењима и привођење другим наменама (→ пројекат Еурополис 1995, Београд на води од 2014).
На северном краку, према Панчеву, Железничка станица Вуков споменик је након шестогодишњих радова отворена 7. јула 1995.

## Конструкција
Актуелни издаци Београдског железничког чвора прелазе 700 милиона долара. Највећи део средстава утрошен за теретне објекте и електрификацију, док је један део потрошен за изградњу путничких објеката.
Процењена средства за завршетак чвора су 250 милиона долара, који би требало да се обезбеде из страних инвестиција и кредита. Завршетак чвора је био предвиђен за 2010. годину.
У комплексу на делу транспортног система путника и робе је изграђено следеће:
- 15 једноколосечних тунела дужине 19.744 m, три тунела за два колосека 4.431 m и једног вишеколосечног тунела дужине 200
- 36 армирано-бетонских мостова преднапета железничких укупне дужине 4.960 m и путне површине 65.255 m²; и седам мостова дужине 957 m и пут површине 9.840 m²;
- 12 једноколосечних мостова укупне дужине 1.266 m и шест мостова за два колосека укупне дужине 2.034 m[5]

## Инфраструктура

### Тунели
- Дедиње
- Врачар
- Карабурма
- Сењак
- Стадијум
- Бифуркација у тунелу Кнежевац

### Мостови
- Нови железнички мост
- Троструки вијадукт преко ауто-пута Београд—Ниш
- Вијадукт преко пруге Ресник—Раковица
- Труструки вијадукт преко ауто-пута Београд—Нови Сад
- Двуструки вијадукт преко булевара патријарха Павла

### Железничке станице
- Батајница
- Београд ранжирна
- Београд центар
- Бечмен
- Земун
- Земунско поље
- Јајинци
- Јаково
- Крњача
- Овча
- Остружница
- Раковица
- Ресник
- Сурчин

### Железничка стајалишта
- Алтина
- Вуков споменик
- Камендин
- Карађорђев парк
- Кијево
- Кнежевац
- Крњача мост
- Панчевачки мост
- Себеш
- Тошин бунар

### Техничке и теретне станице
- Техничко путничка станица Земун
- Техничко путничка станица Кијево
- Робно транспортни центар Макиш

### Железничке пруге
- Београд центар — Нови Београд — Земун — Батајница
- Београд центар — Вуков споменик — Панчевачки мост
- Београд центар — Раковица — Ресник